# Gennadij Gusarov
Gennadij Aleksandrovič Gusarov (in russo Геннадий Александрович Гусаров?; Mosca, 11 marzo 1937 – Mosca, 2 giugno 2014) è stato un calciatore sovietico, di ruolo attaccante.

## Palmarès

### Club
- Vysšaja Liga: 2

Torpedo Mosca: 1960
Dinamo Mosca: 1963
- Kubok SSSR: 2

Torpedo Mosca: 1959-1960
Dinamo Mosca: 1966-1967

### Individuale
- Capocannoniere della Vysšaja Liga: 1

1961 (22 gol)